# Rambah Tengah Hilir
Rambah Tengah Hilir is een bestuurslaag in het regentschap Rokan Hulu van de provincie Riau, Indonesië. Rambah Tengah Hilir telt 2836 inwoners (volkstelling 2010).